# Tumaraa

Tumaraa est une commune de la Polynésie française dans les îles Sous-le-Vent faisant partie de l'archipel de la Société. Celle-ci est située sur l'île de Raiatea.

## Géographie

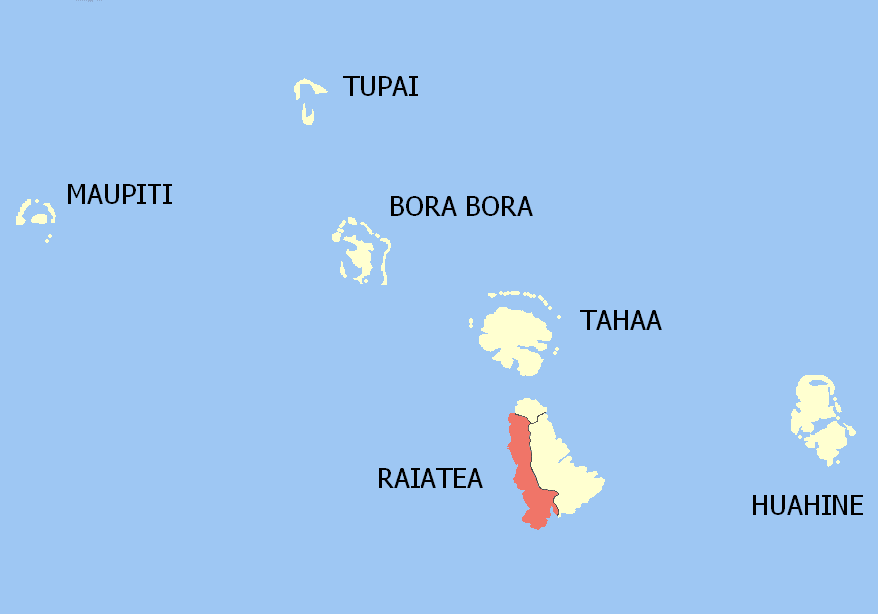
Commune de Tumaraa, île de Raiatea.

Carte des îles de Tahaa et Raiatea.

Elle comprend quatre communes associées :
- Fetuna : 402 habitants
- Tehurui : 500 habitants
- Tevaitoa : 1 826 habitants
- Vaiaau : 904 habitants

Soit un total de 3 632 habitants en 2007.

## Politique et administration

### Liste des maires
| Période                                  | Période                  | Identité                  | Étiquette                                  | Qualité                                            |
| ---------------------------------------- | ------------------------ | ------------------------- | ------------------------------------------ | -------------------------------------------------- |
| Les données manquantes sont à compléter. |                          |                           |                                            |                                                    |
| Maire en 1981                            | juillet 1987 (décès)     | Austin Hunter             | Tahoeraa huiraatira                        | Membre de l'Assemblée de la Polynésie française    |
|                                          |                          |                           |                                            |                                                    |
| 1995                                     | mars 2001                | Albert Guilloux-Chevalier |                                            | Fonctionnaire territorial                          |
| mars 2001                                | février 2006 (démission) | Cyril Tetuanui            | Tahoeraa huiraatira                        |                                                    |
| mars 2006                                | avril 2008               | Justine Teura             | UPLD                                       |                                                    |
| avril 2008                               | en cours                 | Cyril Tetuanui            | Tahoeraa huiraatira puis Tapura huiraatira | Président de la CC Hava'i Uturoa Raiatea (2014 → ) |

## Population et société

### Démographie
L'évolution du nombre d'habitants est connue à travers les recensements de la population effectués dans la commune depuis 1971. À partir de 2006, les populations légales des communes sont publiées annuellement par l'Insee, mais la loi relative à la démocratie de proximité du 27 février 2002 a, dans ses articles consacrés au recensement de la population, instauré des recensements de la population tous les cinq ans en Nouvelle-Calédonie, en Polynésie française, à Mayotte et dans les îles Wallis-et-Futuna, ce qui n’était pas le cas auparavant. Pour la commune, le premier recensement exhaustif entrant dans le cadre du nouveau dispositif a été réalisé en 2002, les précédents recensements ont eu lieu en 1996, 1988, 1983, 1977 et 1971.
En 2017, la commune comptait 3 721 habitants, en diminution de 1,09 % par rapport à 2012
| 1971  | 1977  | 1983  | 1988  | 1996  | 2002  | 2007  | 2012  | 2017  |
| ----- | ----- | ----- | ----- | ----- | ----- | ----- | ----- | ----- |
| 1 970 | 1 864 | 2 168 | 2 485 | 3 017 | 3 440 | 3 632 | 3 762 | 3 721 |

| 2022  | - | - | - | - | - | - | - | - |
| ----- | - | - | - | - | - | - | - | - |
| 3 718 | - | - | - | - | - | - | - | - |

## Culture locale et patrimoine

### Lieux et monuments
- Chapelle Timoteo Peata de Tevaitoa.